# William Diller Matthew
William Diller Matthew (19 février 1871 - 24 septembre 1930) est un paléontologue américain des vertébrés

## Biographie
Il travaille principalement sur les fossiles de mammifères, mais il publie également quelques articles de minéralogie, pétrologie, un article de botanique, un sur les trilobites, et il décrit Tetraceratops insignis, un synapside du Permien inférieur qui est peut-être le plus ancien thérapside,.
Matthew est né à Saint-Jean, au Nouveau-Brunswick (Canada). Il est le fils de George Frederic Matthew et de Katherine (Diller) Matthew. Son père est géologue et paléontologue amateur et lui a transmis son intérêt pour les sciences de la terre. Matthew obtient son doctorat à l'Université Columbia en 1894.
Matthew est conservateur du Musée américain d'histoire naturelle du milieu des années 1890 jusqu'en 1927, et directeur du Musée de Paléontologie de l'Université de Californie de 1927 à 1930.